# Media Access Control
Media Access Control hay Medium Access Control (tiếng Anh, viết tắt:MAC) có nghĩa là "điều khiển truy nhập môi trường") là tầng con, một phần của tầng liên kết dữ liệu trong mô hình 7 tầng OSI. Tầng liên kết dữ liệu (tầng nhì) được chia thành 2 tầng con: MAC nằm ở dưới, trên nó là tần con LLC. MAC cung cấp các cơ chế đánh địa chỉ và điều khiển  (channel access), các cơ chế này cho phép các trạm cuối (terminal) hoặc các nút mạng liên lạc với nhau trong một mạng, điển hình là mạng  hoặc MAN. Giao thức MAC không cần thiết trong liên lạc điểm-tới-điểm song công (full-duplex).
Tầng con MAC hoạt động với vai trò một giao diện giữa tầng con điều khiển liên kết lôgic LLC và tầng vật lý của mạng.
Tầng MAC cung cấp một cơ chế đánh địa chỉ được gọi là địa chỉ vật lý hoặc địa chỉ MAC. Đây là một con số được cấp một cách phân biệt cho từng card mạng, cho phép chuyển giao các gói dữ liệu tới đích trong một mạng con, nghĩa là một mạng vật lý không có các thiết bị định tuyến, ví dụ một mạng Ethernet.
MAC - Media access control thường được dùng như là một từ đồng nghĩa với giao thức đa truy nhập (multiple access protocol), do tầng con MAC cung cấp giao thức và các cơ chế điều khiển cần thiết cho một phương pháp truy nhập kênh nhất định (channel access method). Việc này cho phép nhiều trạm kết nối tới cùng một môi trường vật lý dùng chung môi trường đó. Ví dụ về các môi trường vật lý dùng chung là bus network, ring network, hub network, mạng không dây và các liên kết điểm-tới-điểm bán song công (half-duplex).
Các ví dụ về các giao thức đa truy nhập kiểu gói tin (packet mode) dành cho các mạng nối dây đa chặng (multi-drop):
- CSMA/CD (dùng trong Ethernet và IEEE 802.3),
- Token ring (IEEE 802.4)
- Token bus (IEEE 802.5)
- Token passing (dùng trong FDDI).

Các ví dụ về các giao thức đa truy nhập có thể được sử dụng trong các mạng không dây dùng sóng radio gửi dữ liệu theo gói tin:
- CSMA/CA
- Slotted ALOHA
- Dynamic TDMA
- Reservation ALOHA (R-ALOHA).
- CDMA
- OFDMA

## Địa chỉ MAC
Các địa chỉ MAC có chiều dài 6bytes, thường bao gồm ba loại:
Unicast: Bit I/G là bit có trọng số lớn nhất trong octet có trọng số lớn nhất được gán bằng 0.
Broadcast: Là một địa chỉ tượng trưng cho tất cả các thiết bị trong mạng LAN segment ở một thờI điểm. Địa chỉ này có dạng 0xFFFF.FFFF.FFFF.
Multicast: Bit I/G được gán bằng 1.
Các tài liệu IEEE chỉ ra các địa chỉ Ethernet với các bit có trọng số lớn nhất bên trái. Tuy nhiên bên trong mỗi octet, bit nằm bên trái nhất lại là bit có trọng số thấp nhất; bit nằm bên phải nhất thì được gọi là bit có trọng số lớn nhất. Nhiều tài liệu gọi dạng địa chỉ này là non-canonical. Bất chấp thuật ngữ nào được dùng, thứ tự bit bên trong mỗi octet là quan trọng để có thể hiểu được ý nghĩa của hai bit có trọng số lớn nhất trong một địa chỉ Ethernet:
The Individual/Group (I/G) bit: Nếu địa chỉ là unicast, I/G=0, nếu là multicast hay broadcast, I/G=1.
The Universal/Local (U/L) bit: nếu bit này = 0, địa chỉ vendor được gán. Nếu bit U/L=1: địa chỉ này đã được người quản trị dùng và ghi đè lên giá trị do nhà sản xuất gán.
Bit I/G sẽ chỉ ra khi nào địa chỉ MAC là tượng trưng 1 một thiết bị đơn lẻ hay một nhóm các thiết bị. Bit U/L sẽ chỉ ra các địa chỉ được cấu hình cục bộ. Ví dụ, địa chỉ multicast được dùng bởi IP Multicast luôn được bắt đầu bằng 0x01005E. Giá trị hex 01 chuyển sang dạng nhị phân là 00000001, với giá trị bit most significant bằng 1, xác nhận việc sử dụng bit I/G.
Như vậy, địa chỉ MAC cho cả ba trường hợp multicast/unicast/broadcast được quyết định dựa trên ý nghĩa của vị trí một số bit trong các octet địa chỉ.
Ở cấp độ ccna, có thể bạn cần nắm thông tin là địa chỉ mac chia thành hai phần, một phần do nhà sản xuất quy định, một phần gọi là OUI, do IEEE quy định dành cho các vendor.